# Cybianthus marginatus
Cybianthus marginatus är en viveväxtart som först beskrevs av George Bentham, och fick sitt nu gällande namn av J.J. Pipoly. Cybianthus marginatus ingår i släktet Cybianthus, och familjen viveväxter. Inga underarter finns listade i Catalogue of Life.